# ISO 3166-2:JE
Artículo principal: ISO 3166-2

Jersey

ISO 3166-2:JE es la entrada para Jersey en ISO 3166-2, parte de los códigos de normalización ISO 3166 publicados por la Organización Internacional de Normalización (ISO), que define los códigos para los nombres de las principales subdivisiones (p.ej., provincias o estados) de todos los países codificados en ISO 3166-1.
En la actualidad, en la entrada para Jersey no hay códigos definidos en la ISO 3166-2.
Jersey, una dependencia de la Corona británica, tiene oficialmente asignado el código JE para la ISO 3166-1 alfa-2desde 2006. Además, tiene también asignado el código GB-JSY para la ISO 3166-2 bajo la entrada para el Reino Unido.

## Cambios
Los siguientes cambios de entradas han sido anunciados en los boletines de noticias emitidos por el ISO 3166/MA desde la primera publicación del ISO 3166-2 en 1998, cesando esta actividad informativa en 2013.
| Informe     | Fecha de emisión | Descripción del cambio reportado                                       |
| ----------- | ---------------- | ---------------------------------------------------------------------- |
| Boletín I-8 | 2007-04-17       | Se añade una nueva entrada (con arreglo a la ISO 3166-1, Boletín V-11) |